# Leipziger Land (district)
Districtul Leipziger Land este un district rural (în germană Landkreis) în landul Saxonia, Germania. 